# Joachim Wagner (Journalist)

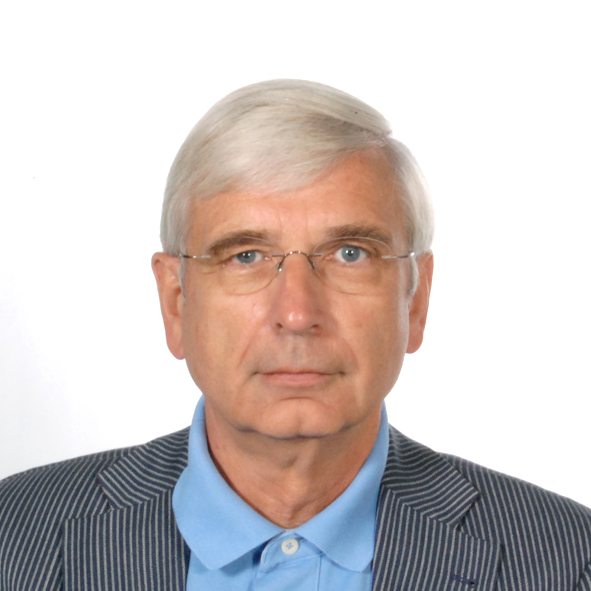
Joachim Wagner (2011)

Joachim Wagner (* 24. Dezember 1943 in Hamburg) ist ein deutscher Kriminologe und Fernsehjournalist, der für die ARD tätig war.

## Leben
Wagner besuchte bis 1963 das Gymnasium in Hamburg und machte das Abitur. Von 1963 bis 1968 absolvierte er ein Jurastudium an der Freien Universität Berlin, der Ludwig-Maximilians-Universität München und der Universität Hamburg. Im Januar 1968 hatte er seine erste juristische Staatsprüfung in Berlin und promovierte im Dezember 1971 am Fachbereich Rechtswissenschaft der Freien Universität Berlin. Von 1972 bis 1973 hatte er einen Studien- und Forschungsaufenthalt an der Columbia Law School in New York mit Stipendium des DAAD. Von Juni 1974 bis März 1979 hatte er eine Assistenzprofessur für Strafrecht an der Freien Universität Berlin und war von März bis Oktober 1975 als wissenschaftlicher Berater in der Planungsabteilung des Bundeskanzleramtes tätig.
Ab April 1979 war Wagner politischer Redakteur beim NDR und ab Juni 1987 stellvertretender Chefredakteur der NDR-Hauptabteilung Zeitgeschehen und Leiter des Politmagazins Panorama und des Ressorts Rechtspolitik. Außerdem war er freier Mitarbeiter bei Stern, Süddeutsche Zeitung, Deutsches Allgemeines Sonntagsblatt und Die Zeit. Ab 1980 arbeitete er als Moderator und Autor beim NDR.
Im Mai 1987 wurde ihm der Journalistenpreis vom Deutschen Anwaltsverein und 1992 der Heinz-Galinski-Preis verliehen.

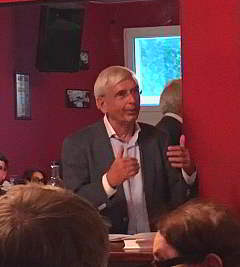
Joachim Wagner bei einem Vortrag in Berlin (2018)

Im Januar 1997 wurde er Leiter des ARD-Studios in London, im Januar 2002 Korrespondent im ARD-Hauptstadtstudio. Von Juli 2006 bis Ende 2008 war Wagner dort stellvertretender Chefredakteur im Bereich Fernsehen und moderierte im Wechsel mit Ulrich Deppendorf die Sendung Bericht aus Berlin.

## Schriften (Auswahl)
- Stresstest AfD. Wehrhafte Demokratie und Rechtsextremismus. Franz Steiner Verlag, Berlin 2025, ISBN                     978-3-8305-5637-4.
- Rechte Richter – AfD-Richter, -Staatsanwälte und -Schöffen: eine Gefahr für den Rechtsstaat?, Berliner Wissenschafts-Verlag, Berlin 2021, ISBN 978-3-8305-5111-9.
- Corona-Rebellen in Robe, bei Legal Tribune Online, 27. November 2021
- Die Macht der Moschee: Scheitert die Integration am Islam?, Herder, Freiburg, 2018, ISBN 3-451-38149-4
- Ende der Wahrheitssuche – Justiz zwischen Macht und Ohnmacht, Verlag C.H. Beck, München 2017, ISBN 978-3-406-70714-8.
- Vorsicht Rechtsanwalt! – Ein Berufsstand zwischen Mammon und Moral, Verlag C.H. Beck, München 2014, ISBN 978-3-406-66683-4.
- Richter ohne Gesetz. Islamische Paralleljustiz gefährdet unseren Rechtsstaat, Econ, Berlin 2011, ISBN 3-430-20127-6.
- Strafprozessführung über Medien, Nomos-Verl.-Ges., Baden-Baden 1987, ISBN 3-7890-1494-X.
- Tatort Finanzministerium, Rowohlt, Reinbek bei Hamburg 1986, ISBN 3-499-33070-9.
- Der Einfluss kriminologisch-empirischer Forschung auf Strafrecht und Strafverfahren, Kriminalistik-Verlag, Heidelberg 1981, ISBN 3-7832-0581-6.
- Politischer Terrorismus und Strafrecht im Deutschen Kaiserreich von 1871, v. Decker, Heidelberg 1981, ISBN 3-7685-1881-7.
- Missionare der Gewalt, Kriminalistik-Verlag, Heidelberg 1980, ISBN 3-7832-1080-1.
- Staatliche Sanktionspraxis beim Ladendiebstahl, Schwartz, Göttingen 1979.
- Ladendiebstahl, Wohlstands- oder Notstandskriminalität?, Kriminalistik-Verlag, Heidelberg 1979, ISBN 3-7832-0179-9.
- Freiheit, Gerechtigkeit, Solidarität, mit Marie Schlei, Verlag Neue Gesellschaft, Bonn-Bad Godesberg 1976, ISBN 3-87831-233-4.
- Selbstmord und Selbstmordverhinderung, Müller, Karlsruhe 1975, ISBN 3-8114-0055-X.
- Verfassungsfeindliche Propaganda (§ 86 StGB): Ein Beitrag zu den Grenzen politischer Meinungsfreiheit in der Bundesrepublik., Berlin (West), Freie Univ., Fachbereich Rechtswiss., Diss. 1971, erschienen 1972.